# Macrogalea infernalis
Macrogalea infernalis är en biart som beskrevs av Michener 1977. Macrogalea infernalis ingår i släktet Macrogalea och familjen långtungebin. Inga underarter finns listade i Catalogue of Life.